# LG V60 ThinQ
Le LG V50 ThinQ est un smartphone fabriqué et commercialisé par la marque sud-coréenne LG en 2020, le deuxième avec le LG Velvet. Il représente le haut de gamme de LG, fait suite au LG V50 ThinQ.
Il possède deux écrans tactiles, permettant d'utiliser plusieurs applications à la fois.